# Królowa Gertruda
Królowa Gertruda – postać fikcyjna, bohaterka sztuki Williama Szekspira „Hamlet”, królowa Danii, żona Hamleta ojca, potem Klaudiusza, matka Hamleta.
Ma około 50 lat. Zaraz po śmierci Hamleta wyszła za mąż za jego brata, Klaudiusza. Nie potrafi nawiązać kontaktu ze swoim synem, mimo iż bardzo go kocha. Hamlet zarzuca matce, że za szybko wyszła za Klaudiusza. Twierdzi, że kierowały nią pobudki seksualne. Kiedy książę udaje szaleństwo, Gertruda jest przekonana, że jest to wynikiem nieszczęśliwej miłości do Ofelii. Kiedy dziewczyna popełnia samobójstwo, królowa pozoruje wypadek, aby dziewczyna mogła mieć chrześcijański pogrzeb. Podczas pojedynku syna z Laertesem wznosi toast za zdrowie Hamleta przeznaczonym dla księcia, zatrutym przez Klaudiusza winem.